# Бреве (послання)
Бре́ве (лат. breve — короткий) — офіційний документ Папи Римського, що здебільшого стосується питань церковного та світського життя меншої ваги. Бреве написане менш урочистим стилем, на відміну від булли. Бреве, як і булла, написане латинською мовою. Раніше його писали на пергаменті.
Починається бреве іменем папи, яке написане зверху великими літерами, і скріплюється печаткою. Наприклад до 1842 року бреве завжди скріплювали печаткою Персня рибалки, тому закінчували словами «sub anulo piscatoris» (під печаткою рибалки).
Немає однозгідної інформації щодо першого папського бреве. Порядок видання бреве регламентує апостольська конституція папи Пія Х Sapienti consilio (1908 р).
Всі бреве публікуються в «Acta Apostolicae Sedis».
8 лютого 1992 року було видане бреве папи Івана Павла ІІ, яким було засновано Апостольську Нунціатуру в Україні.

## Зовнішні посилання
1. Арістова А. В. Бреве // Велика українська енциклопедія. URL: https://vue.gov.ua/Бреве
2. Апостольська Нунціатура в Україні  https://nunciaturekyiv.org/uk/історія/ [Архівовано 20 березня 2022 у Wayback Machine.]